# Mince Pie

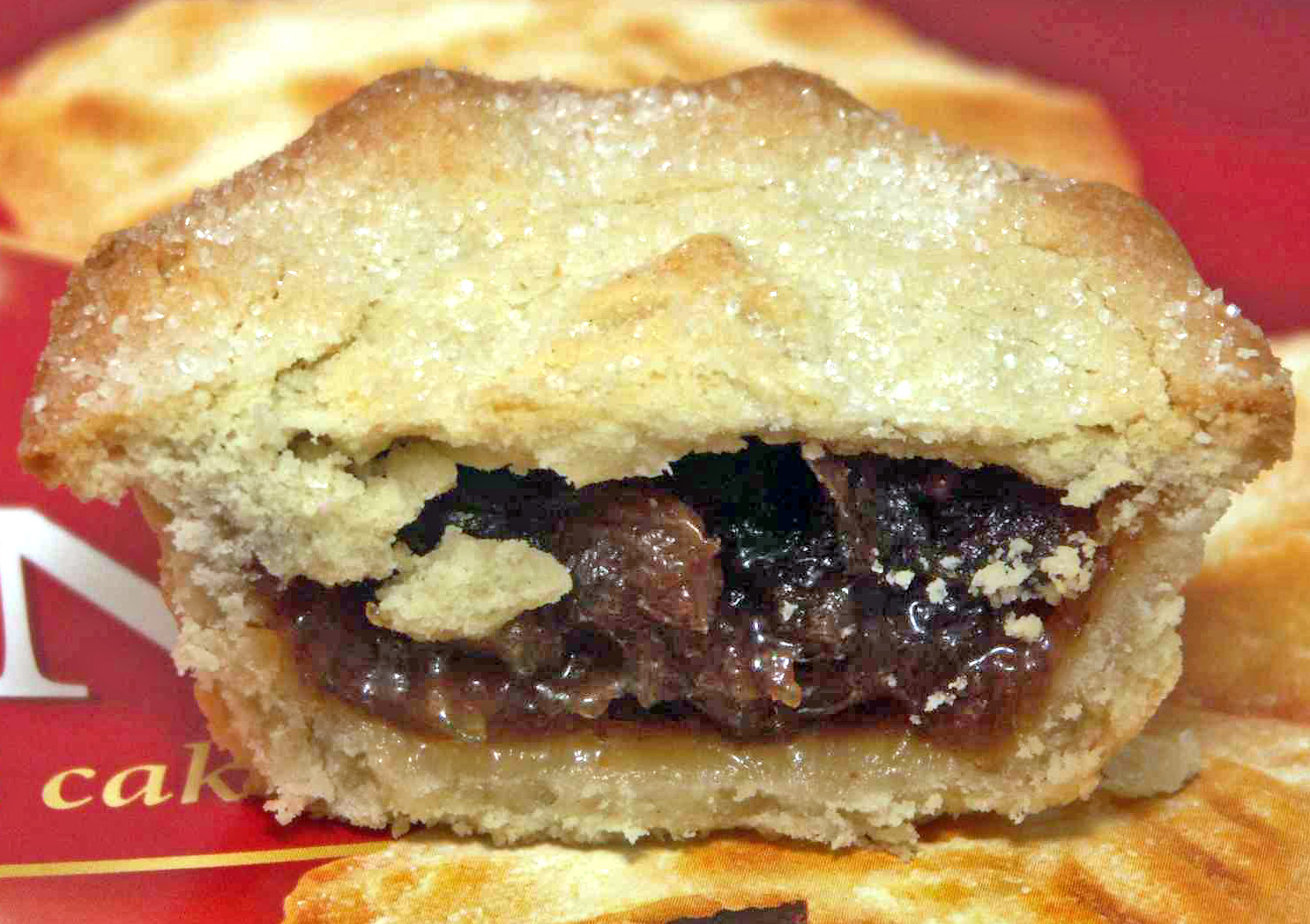
Mince Pie

Mince Pie ist ein süßes Gebäck, das in Großbritannien traditionell zur Weihnachtszeit und zum Jahreswechsel gegessen wird.

## Herstellung

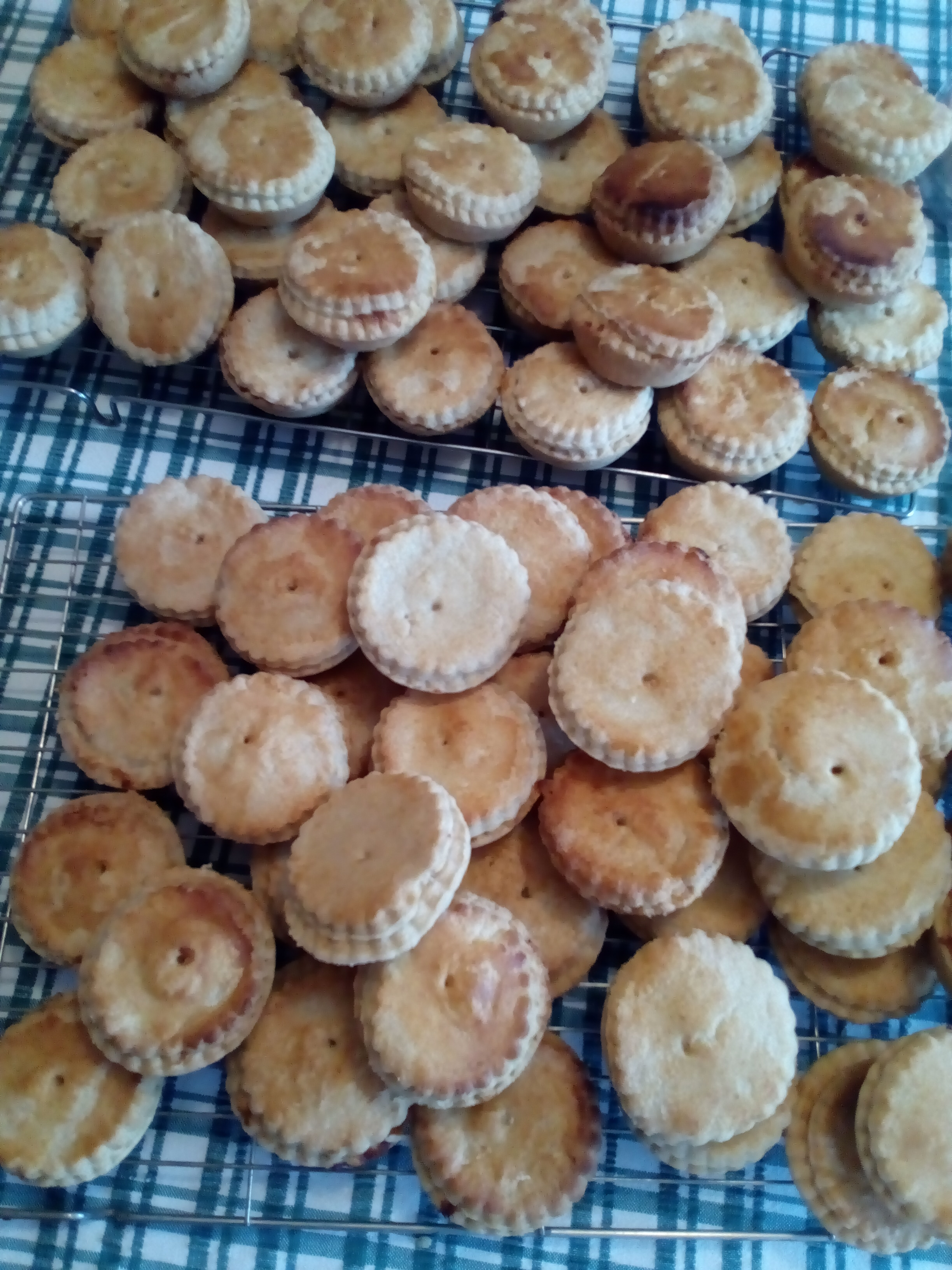
Hausgemachte Mince Pies

Mince Pies sind kleine Gebäckstücke gefüllt mit einer Fruchtmischung. Sie können sowohl aus Mürbeteig als auch aus Blätterteig bestehen. In der Regel sind sie mit Teig gedeckt. Fehlt der Teigdeckel, bezeichnet man sie als Mince Tart oder Mincemeat Tart. Die englischen Mince Pies haben einen Durchmesser von 5 bis 7 Zentimetern, in den USA sind Mince Pies meist deutlich größer (Durchmesser bis zu 25 Zentimeter).
Der Name Mince Pie leitet sich von der Füllung ab, die als Mincemeat (wörtlich: gehacktes Fleisch) bezeichnet wird, obwohl sie kein Fleisch enthält. Ein typischer Mince Pie ist mit getrockneten Früchten wie Rosinen, Aprikosen, Kirschen und kandierten Früchten gefüllt, außerdem mit gehackten Nüssen wie Walnüssen sowie Mandeln. Gewürzt wird die Mischung mit Zimt oder Muskatnuss. Oft enthält sie etwas Alkohol, üblicherweise Brandy oder Rum. Als Fett dient traditionell Rindernierentalg.
Der fertige Mince Pie wird mit Zuckerguss oder Puderzucker garniert. Noch warm serviert man ihn mit Brandy-Butter.

## Geschichte

Mince Pie als Bestandteil eines Banketts auf einem Stillleben von 1635

Mince Pies gehen auf ein mittelalterliches Gebäck namens Chewette zurück. Chewettes wurden entweder gebacken oder gebraten und waren gefüllt mit Leber oder Fleischstücken vermischt mit gekochten Eiern und Ingwer. Als Variante füllte man die Chewettes mit getrockneten Früchten und anderen süßen Zutaten. Im 16. Jahrhundert entwickelten sie sich zu einer Weihnachtspezialität. Während des 17. Jahrhunderts wurden die Leber und das Fleisch immer öfter durch Nierenfett ersetzt, seit dem 19. Jahrhundert hat sich die süße Form in Großbritannien und Nordamerika weitgehend als typischer Mince Pie durchgesetzt. Seit dem 19. Jahrhundert sind Mince Pies mit Fleisch nicht mehr üblich.

## Traditionen
Mince Pies gelten als ein Leibgericht des Weihnachtsmannes. Ein oder zwei Mince Pies werden traditionell am Heiligen Abend vor den Kamin gestellt, gemeinsam mit einem Glas Sherry, Brandy oder Milch und einer Karotte für die Rentiere, um sich für die mit Geschenken gefüllten Strümpfe zu bedanken.